# گراند اوریان
گراند اوریان فرانسه یا شرق اعظم (به فرانسوی: Grand Orient de France)GODF در سال ۱۷۷۳ میلادی در پاریس تأسیس گردید و یکی از مهم‌ترین و بزرگترین لژهای فراماسونری اروپا بود، این لژ اکنون با نام گراند لژ فرانسه فعالیت می‌کند.

## تاریخچه
گفته می‌شود تشکیل هسته‌های اولیه فراماسونری به سال ۱۶۸۸ و دوره چارلز دوم انگلستان مربوط می‌شود. اما در فرانسه قدمت این تشکیلات به سال‌های ۱۷۲۳ تا ۱۷۲۸ مربوط می‌شود که در آن سال‌ها لژهای کوچکی در فرانسه توسط لژ اعظم انگلیس شکل گرفت. ژاک آندرسون که نویسنده قانون اساسی فراماسونری و استاد اعظم بود در سال ۱۷۲۸ در تشکیل لژ فرانسه سهیم بود. در پاره‌ای از نوشته‌ها، تأسیس گراند اوریان را به سال ۱۷۳۲ و توسط دوک وارتون نسبت می‌دهند اما تأیید این استناد مشکل است.
در سال ۱۷۷۱ لژ اعظم فرانسه به دو لژ گراند اوریان و لژ ملی تقسیم گردید این درحالی بود که در آن زمان بیش از ۲۰۰ لژ در سراسر فرانسه وابسته به لژ اعظم بودند. در سال ۱۸۱۵ گراند اوریان فرماندهی واحدی بنام شورای عالی فرانسه تشکیل داد و به لژ اعظم مرکزی ملقب گردید. از سال ۱۸۹۴ تاکنون لژ اعظم مرکزی بنام گراند لژ فرانسه فعالیت دارد.

## فعالیت‌ها
هرچند لژهای فراماسونری بعدها بنا به گفته خودشان از فعالیت‌های سیاسی و دینی خود را کنار کشیدند ولی نقش اساسی گراند اوریان در ایجاد و پیشبرد انقلاب فرانسه و در پایه‌ریزی انقلاب آمریکا قابل انکار نیست. افراد شناخته شده انقلاب فرانسه مثل ولتر، مارکی دو کندروسه، کنت دو میرابو، ژرژ دانتون و دوک اورلئان از اعضاء فراماسونری بودند. فلیپ دوم، دوک اورلئان استاد اعظم گراند اوریان بود.
در دانشنامه کاتولیک که در سال ۱۷۴۶ چاپ شده فراماسونرهای گراند اوریان را از عوامل مؤثر انقلاب فرانسه ذکر می‌کند هرچند در چاپ ۱۹۶۷ آن اظهار نظر را بزرگنمایی شده قلمداد می‌نماید.
همچنین بنا به گفته ارنست بکس، گراند اوریان در تشکیلات کمون پاریس فعال بود و در پی آشتی دادن آن با حکومت فعالیت می‌کرد.
نقش بنجامین فرانکلین که استاد اعظم لژ «۹خواهران» ("Les Neuf Sœurs") وابسته به گراند اوریان بود و جان پل جونز در طرح و تدوین قانون اساسی انقلاب آمریکا، قابل توجه است.

## ارتباط جهانی
از همان ابتدای تأسیس، گراند اوریان در فکر گسترش جهانی بود، شعار اصلی آن‌ها یعنی «برادری، مساوات، برابری» نیاز به توجه جهانی داشت. از اصول اولیه آن‌ها یکی جدایی دین از سیاست بود که درکشورهایی که این دو بهم آمیخته بود، مطرح کردن آن اثرگذار بود. اولین لژ خارج از اروپا در سال ۱۸۴۴ میلادی در بمبئی هند تأسیس گردید تشکیل لژهای خارج از فرانسه در قرن ۱۹ در استانبول ترکیه مثل «لژ ستاره بُسفر» و «لُژ ترقی» و در ایران «لژ بیداری» از نمونه‌های دیگر فعالیت گراند اوریان بود. در این لژها اعضاء دربار عثمانی و قاجار و نیز بسیاری از نوگرایان و نواندیشان عضو بودند. در شکل‌گیری پایه‌های فکری جنبش مشروطه نیز این اشخاص مؤثر بودند.